# مقاطعة لين (تكساس)
مقاطعة لين (بالإنجليزية: Lynn  County)‏ هي إحدى المقاطعات في ولاية تكساس، الولايات المتحدة الأمريكية.